# Santa Rita kommun, Yoro
Santa Rita är en kommun i Honduras.   Den ligger i departementet Departamento de Yoro, i den västra delen av landet, 140 km nordväst om huvudstaden Tegucigalpa. Antalet invånare är 17 165.